# Anna Ibrisagic
Anna Ibrisagic (Sanski Most, 23 maggio 1967) è una politica svedese, eurodeputata per il Partito Moderato.

## Biografia
Esponente del Partito Moderato, dal 1998 al 2002 è stata consigliere e assessore comunale a Luleå.
Con le elezioni del 2002 è stata eletta deputata al Riksdag. Alle elezioni europee del 2004 è stata quindi eletta eurodeputata, rieletta poi nel 2009.